# 近藤秀一
近藤 秀一（こんどう しゅういち、1995年7月27日 - ）は、日本の元陸上競技選手。専門は長距離走・マラソン。静岡県田方郡函南町出身。静岡県立韮山高等学校（理数科）、東京大学工学部各卒業。GMOアスリーツに所属していた。

## 経歴
- 函南小学校3年生のときに陸上競技を始め、その頃から箱根駅伝に出場することを目標にしていた[2]。
- 函南中学校、韮山高校時代には全国大会に出場することはなかった。しかし、高校2年時の記録会で5000メートルを14分27秒10で走り、さらに3年時には県高校駅伝の1区で下田裕太に競り勝ち区間賞を獲得するといった活躍を見せ、駅伝強豪大学の目に留まった[3]。しかし箱根駅伝を目標にしつつ、「大学で勉強もしっかりしたかった」ため、東京大学への受験を決めた。現役時は合格点まで約1点足りずに不合格。その後、塾や予備校に通わず、自宅で浪人生活を送り、翌年東京大学に入学した[4]。
- 大学として箱根駅伝に出場することは出来なかったが、個人として1年時から関東学生連合のメンバーに選ばれ、第95回箱根駅伝には1区に出走し区間22位で走った[5]。東京大学出身のランナーとしては第81回大会の松本翔以来14年ぶりとなる箱根駅伝出場となった[6]。
- 大学卒業後は、大学院に進んで運動生理学などを研究しながら、GMOアスリーツに所属して競技を続け[7]、2022年4月30日付で引退[8]。

## 人物
- 血液型はAB型[9]。
- 出身地の函南町は神奈川県箱根町に隣接しており、小学生の頃から箱根駅伝を沿道で応援していた[5]。
- 前述のように大学1年時から関東学生連合のメンバーに名を連ねていたが、インフルエンザの影響などにより本番で走ることはなかった。そのため、大学4年時の箱根駅伝本番前にはインフルエンザの予防接種を2回受けて本番を迎えていた[10]。
- 大学4年時、箱根駅伝に出場したことにより、東京大学総長賞を受賞している[11]。

## 戦績

### 主な戦績
| 年     | 大会                                   | 種目(区間)     | 順位         | 記録          | 備考       |
| ------ | -------------------------------------- | -------------- | ------------ | ------------- | ---------- |
| 2016年 | 第19回日本学生ハーフマラソン選手権大会 | ハーフマラソン | 不明         | 1時間04分33秒 |            |
| 2016年 | 第67回全国七大学対校陸上競技大会       | 1500m          | 1位          | 3分52秒16     | 大会記録   |
| 2017年 | 第7回東京マラソン                      | フルマラソン   | 27位         | 2時間14分13秒 | 初マラソン |
| 2017年 | 第68回全国七大学対校陸上競技大会       | 1500m          | 2位          | 3分55秒14     |            |
| 2019年 | 第95回東京箱根間往復大学駅伝競走       | 1区（21.3km）  | 区間22位相当 | 1時間07分08秒 |            |
| 2019年 | 第9回神戸マラソン                      | フルマラソン   | 10位         | 2時間17分52秒 |            |
| 2020年 | 第61回東日本実業団対抗駅伝競走大会     | 1区（13.4km）  | 区間2位      | 38分29秒      |            |
| 2021年 | 第65回全日本実業団対抗駅伝競走大会     | 6区（12.1km）  | 区間5位      | 36分22秒      |            |
| 2021年 | 第62回東日本実業団対抗駅伝競走大会     | 6区（8.4km）   | 区間9位      | 24分39秒      |            |

## 自己記録
- 1500m - 3分52秒16（2016年7月24日、第67回全国七大学対校陸上選手権大会）
- 5000m - 13分36秒19（2020年10月2日、早稲田大学記録会5000m）
- 10000m - 28分19秒48（2020年11月21日、八王子ロングディスタンス）
- ハーフマラソン - 1時間03分44秒
- マラソン - 2時間14分13秒（2017年2月26日、第7回東京マラソン）